# Liacarus breviclavatus
Liacarus breviclavatus är en kvalsterart som beskrevs av Aoki 1970. Liacarus breviclavatus ingår i släktet Liacarus och familjen Liacaridae. Inga underarter finns listade i Catalogue of Life.